# Butängen

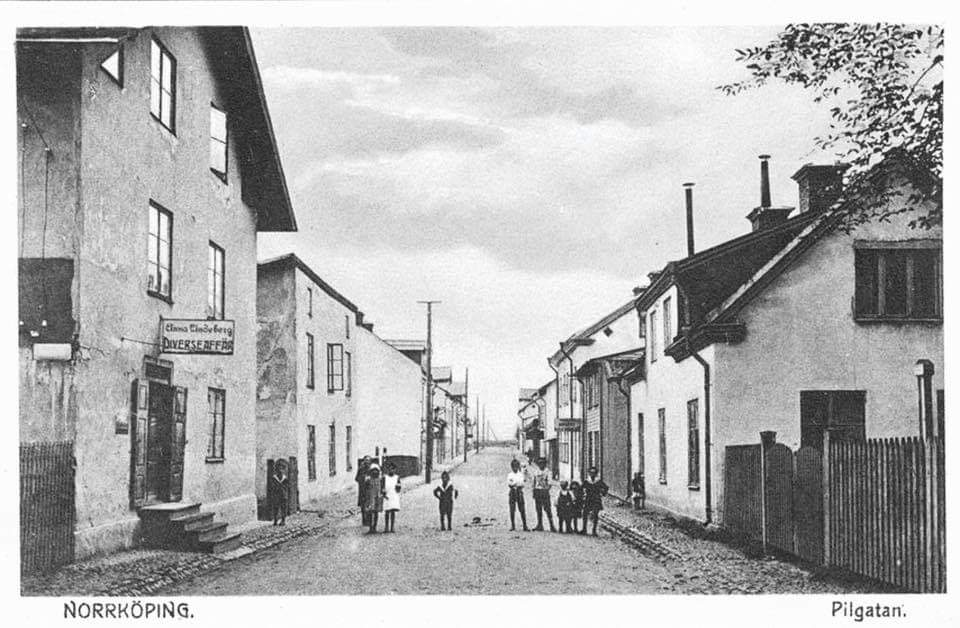
Pilgatan i Fredriksdal, troligen 1920-tal

Butängen är en stadsdel i Norrköping. Området låg tidigare till största delen i Östra Eneby landskommun, vilken 1916 inkorporerades i Norrköpings stad.
Butängen var fram till slutet av 1800-talet jordbruksmark, som låg direkt norr om Norrköpings stadsbebyggelsen, mellan Norr Tull och Slottshagen vid Johannisborg. Längs gränsen till Butängen anlade Norrköpings stad esplanaden Norra Promenaden från 1850-talet. Där drogs också Östra stambanan fram. Den nuvarande stadsdelen sträcker sig längre norrut än den gamla stadsjorden.

## Namnet
Namnet "Buut ängen" finns på en karta över Norrköping från 1719. Namnet har flera möjliga förklaringar. En är att ”butar” var namnet på de kuskar som skötte transporterna med häst från de kringliggande bruken och deras hästar betade på Butängen. En annan är att ordet ”bute” skulle sammanhänga med vallonskans benämning för oxkörare, ”bouti”.. Enligt en sådan förklaring skulle det i stället varit oxkörare som lät sina djur beta på Butängen.

## Historik
Butängen var en utmark med odlings- och betesområden. Fyra gårdar fanns tidigt i området utanför stadsgränsen: Fredriksdal och Ståthöga närmast staden samt Ingelstad och Marieborg. Under 1800-talets andra hälft började delar av ängarna norr om Norra Promenaden att bebyggas. De första tomterna styckades av från Ståthöga gård under 1860-talet, först till små tomter för kolonistugor i Fredriksdal, vilka snart kom att bebyggas med permanentbostäder. Arbetarbebyggelsen växte i Norra förstäderna utan kommunal planering, och inledningsvis bestod områdena av kåkbebyggelse utan kommunal planering. Allt eftersom började också industrier att anläggas. År 1872 uppfördes den första stora fabriken, Norrköpings Mekaniska Verkstads AB invid järnvägen. Denna fabrik var inte, som tidigare fabriker, beroende av Motala ström som kraftkälla. Östra Eneby landskommun upprättade 1875 en stadsplan.
Butängen inkorporerades i Norrköping stad 1915. Från 1940-talet ökade industrialiseringen av området kraftigt, för att nå sin kulmen under 1970-talet.  I slutet av 1950-talet och början av 1960-talet började bostadshusen i Fredriksdal att rivas, och dessa ersattes av mindre industrier. Det sista bostadshusen revs på 1970-talet, under en period då södra Butängen blev centrum för Norrköpings motorindustri. I början av 2000-talet hade Butängen en blandad industribebyggelse från olika tidsepoker, mestadels industribyggnader i en eller två våningar.

## Stadsomvandling
Jäsrnvägsprojektet Ostlänken har lett till att ett omfattande stadsomvandlingsprojekt förbereds från andra hälften av 2020-talet. Kommunens avsikt är att det i det framtida Butängen ska finnas en blandning av bostäder med olika upplåtelseformer och storlekar, arbetsplatser, verksamheter, service, handel och kultur.